# CheyTac M200干預型狙擊步槍
CheyTac M200“干預型”（英語：CheyTac Intervention M200；Intervention，意為：戰術干預）是一系列由美国槍械製造商夏伊戰術公司（CheyTac）基於EDM風行者系列步槍所生產的手動槍機操作式狙擊步槍（或是反器材步槍），主要用途是阻截遠距離的軟目標，它使用了7發容量的可拆卸式單排彈匣供彈（亦可選配5發彈匣），發射.408 CheyTac或.375 CheyTac口徑步枪子彈。
據CheyTac文件指出，整個系統能夠在高達2,286公尺（2,500码，7,500英尺，1.42英里）的距離打出比1角分還要小的精度，是所有現代狙擊步槍之中射程最長的一款。

## 設計
CheyTac M200的設計是基於EDM風行者M96狙擊步槍。它使用了手動槍機操作，發射機構裝在機匣底部尾端，並且在發射機座上裝上了可自由伸縮設計的槍托，槍托配有折疊後腳架和托腮架。槍管為自由浮動式設計，組裝的只會跟機匣連接，並且由圓柱型護木保護。槍管和槍機亦有凹槽以減少重量及提升張力，兩者亦可以迅速更換或分解以便運輸。而護木上、彈匣前方的大型垂直前握把用以方便攜帶此槍，同時也能充當前托，並可以在不使用時向下摺疊。護木前方附設的兩腳架和槍托配有折疊後腳架用於提高在地面上的穩定性，不使用時亦可以摺疊起來。槍口的PGRS-1制退器亦可以用以裝上消聲器。手槍握把上有手指凹槽，射擊時比較穩定和準確。由於此槍並沒有任何的機械瞄具（照門及準星），必需利用機匣頂部的MIL-STD-1913戰術導軌上安裝光學瞄準鏡和／或夜視鏡，而其他戰術配件可於前端的戰術導軌上安裝。

## 長距離步槍系統
CheyTac M200是CheyTac的“長距離步槍系統”（英語：Long Range Rifle System，簡稱：LRRS）的一部分，其中包括CheyTac戰術子彈彈道計算電腦（商業用個人數碼助理裝上CheyTac的彈道軟件）、連接到個人數碼助理的紅隼4000（英語：Kestrel 4000）小型天氣跟踪裝置（風、温度、濕度及氣壓感應器）和導航IV（英語：Vector IV）激光測距儀、黑夜之力（英語：Nightforce）NXS 5.5—22×56毫米瞄準鏡和膛口裝置（制退器和消聲器）。

### 彈殼與彈丸
夏伊戰術有限公司為了能夠長距離狙擊，而不斷嘗試研製最佳彈殼，子彈和槍管配置。正是因為這個原因，CheyTac與現在（2010年）已經結業的洛斯特里弗彈道技術公司（英語：Lost River Ballistic Technologies）研製了.408 CheyTac。這是一款專門為長距離步槍系統而研製的極低牽引力的單一金屬彈種。
洛斯特里弗彈道技術公司（由沃倫·延森先生發表的聲明）說，“.408 CheyTac是首個採用了平行、穩定地飛行的子彈／步槍系統。想要實現平衡彈頭飛行時的線性阻力，就必須與旋轉時的阻力得到平衡，以保持非常良好的流線尖頭型拋射物頂端（彈尖），並且減低子彈從槍口飛出時所遇到的空氣阻力。它必需要做到非常少误差、在最極限的範圍也不會嚴重偏離和可以在回到跨音速的範圍以後仍然極端準確地飛行的結果。而這在輕兵器的彈藥而言是很難實現的。就算你試圖令一發非單一金屬的拋射物達到平衡的飛行，這在數學上而言可是一個巨大而且不利的條件。因為旋轉的質量／表面積比例過高了。”
彈頭平衡飛行的專利，可在美國專利局（页面存档备份，存于）的控制旋轉的彈藥（美國專利號6629669）找到。根據專利發明圖上的意思，彈頭上的刻槽和發射時應在超音速飛行時從跨音速減低到亞音速，令拋射物在穩定和可預測的方式以下的有效射程為超過2,743.2公尺（3,000码，9,000英尺，1.70英里）。這意味著，除了其他幾個先決條件外，槍管必須有特定的膛線纏距尺寸，以達到空氣阻力軸向對子彈表面的數值的要求，從而降低了子彈旋轉率並且實現平衡飛行。
為了達到平衡飛行，.408 CheyTac子彈的膛線纏距被設定在1：13英吋（330.2毫米），陽膛直徑8條.408英吋（10.36毫米）、陰膛直徑.401英吋（10.19毫米）、螺紋頂直徑0.05英吋（1.27毫米），方形切割，無錐度。而後來以.408 CheyTac子彈開發的.375 CheyTac子彈的膛線纏距則被設定在1：11.5英吋（292.1毫米）。
CheyTac M200透過可拆卸的7發彈匣，或是可選提供的5發彈匣供彈。或是需要時，可將彈藥單獨、直接裝入膛室之中。

### 槍管
CheyTac M200所採用的槍管為自由浮動式重型凹槽槍管，可快速拆卸以進行更換或是儲存和運輸，而護木的尾部用作內建的折疊式兩腳架和提把的支架。

### 制退器和消聲器
能夠減少.408 CheyTac的後座力的重要因素，就是由麥克阿瑟研製PGRS-1制退器，其設計是由槍械技師和槍械發明家，布魯斯·麥克阿瑟（英語：Bruce McArthur）所發明，他同時也是位於密歇根州的火石及金屬片槍械工場（英語：Flint & Frizzen Gun Shop）的董事長。麥克阿瑟設計就是利用連著子彈的高壓火藥燃氣在離開制退器以前用作制動。
而裝在CheyTac槍口制退器的消聲器，則是由OPS INC所生產，那款消聲器是由不鏽鋼所製造。一體化全不銹鋼構造的消聲器的內部並沒有任何可以替換的部件，以確保消聲器的壽命等於甚至超過步槍的壽命。當消聲器完全充滿了水，消聲器會在出水以後6秒將內裡的水全部排出以後繼續使用。如果使用者需要調整槍口制退器的話，就必需重新對瞄準鏡的瞄準高度作6角分的歸零調整。

### 白天和黑夜的光學瞄準鏡系統
CheyTac M200並沒有裝上機械瞄具。它有兩種不同而可於白天使用的光学瞄准镜。最主要的瞄準鏡是Nightforce NXS 5.5—22×56毫米可改變放倍率的瞄準鏡，物鏡長度為56毫米（2.2英吋）。作為備用的第二種瞄準鏡是美國製造的SN-9光學瞄準鏡。而選用的夜視鏡系統是AN/PVS-14第三代尖頂單眼用式夜視鏡。AN/PVS-14需要利用轉接部件連接到白天用光學瞄準鏡。而AN/PEQ-2雷射／红外线指示器（簡稱：LAM）系統用作夜視鏡系統的支援，尤其是在沒有足夠的環境光或是需要利用紅外雷射作進一步的對目標照明及瞄準的條件以下使用。該設備需要使用一具以鈦製成的導軌安裝支架連接於瞄準鏡的上方。

### 手提式氣象及環境感應器組件
紅隼4000（英語：Kestrel 4000）氣象及環境感應器是用來測量風速、空氣温度和氣壓。它並能夠收集相對濕度、風寒和露點。所有這些的數據都會直接反饋給戰術子彈彈道計算電腦，而在正常而言是沒有手動輸入數據的必要。

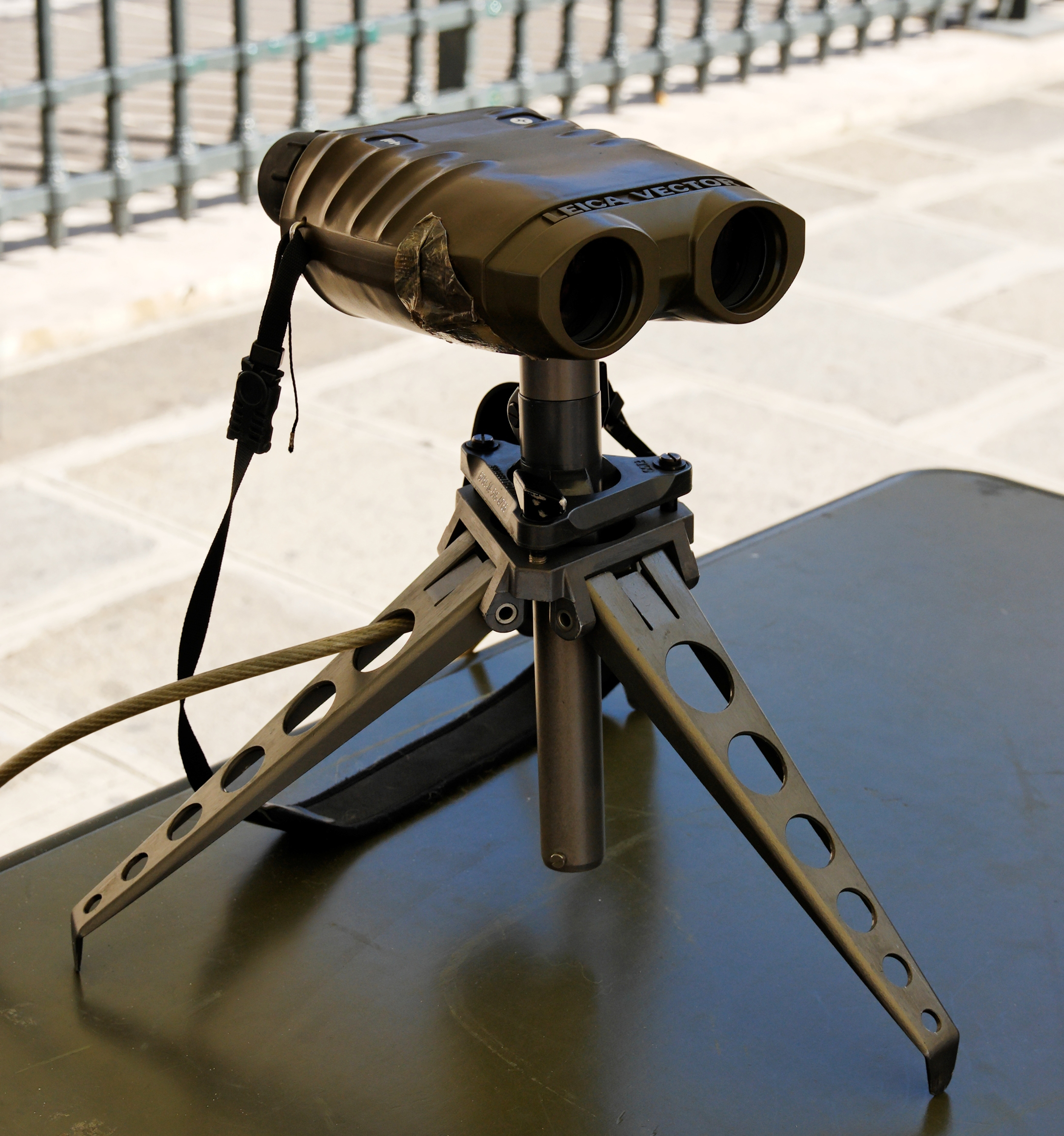
導航IV軍用激光測距儀望遠鏡。

### 激光測距儀
導航IV（英語：Vector IV）軍用激光測距儀用於建立測距數據。高端激光測距儀可以非常精確地測量距離超過2,000公尺（2,187.23码，6,561.68英尺，1.24英里）的目標，對於民間的遠程射手而言是最昂貴的一部設備。

### 先進的子彈彈道計算電腦
CheyTac的先進子彈彈道電腦（英語：Advanced Ballistic Computer，簡稱：ABC）的系統軟件套裝是安裝於狙擊手的遠距離狙擊用個人數碼助理，它的開發用途是用以提高預測能力。它的預測能力是根據實際子彈飛行數據，而數據是來自位於亞利桑那州尤馬美軍靶場之中仍然在測試階段的高速威貝爾1000e都卜勒雷達。工程師所建立的計算方法，就是利用已知的數學公式，計算出各種子彈彈道的模式，尤其是特殊測試所得的數據，並且按照表格計算以確保數據是一致的。
該系統提供了一套簡單的海拔和偏差運算，通過完整的外來的環境因素、使用者和槍械系統規格一體化的數據以得出解決方案，使得輕武器類的操作可以達到了在最大有效射程內實現高精度的遠程彈道攻擊任何特定數量的目標。
該軟件套裝可以在多種个人数码助理運作，例如堅硬和採用軍用規格的R-PDA使用Windows Mobile 2003操作系统運作，並會利用從紅隼4000（英語：Kestrel 4000）手提式氣象及環境感應器組件和導航IV（英語：Vector IV）激光測距儀雙筒望遠鏡直接輸入的數據進行運算。
當射擊時無法取得由工程師利用都卜勒雷達所建立的子彈彈道數據的計算方法時，先進子彈彈道電腦就像所有其他彈道預測電腦的程式一樣，只能依靠計算出各種子彈彈道的模式，削弱了軟件套裝的遠程射擊預測能力。

### 數據表
提供附設的列印數據表的原因就是在戰術彈道計算電腦出現了故障或供應電源於設備的電池耗盡等情況時使用。失去了電腦支援的遠程射擊的狙擊手，其有效性會被大幅削弱，因為它們有可能於很大程度上需要依賴於電腦的支援以獲得正確的彈道解決方案。

## 功能

### 紀錄
在爱达荷州的阿科，CheyTac M200打出了在最佳遠程射擊群組的世界纪录，3發子彈在2,122.32公尺（2,321码，6,963英尺，1.32英里）左右命中的群組為42.2厘米（16.69英吋）。
在電視節目新时代武器（英語：Future Weapons）第2季第13集（播出順序為第19集）“大舉進攻”（英語：Massive Attack）之中，作為前海豹部隊成員及該節目的主持理查德·馬科維斯（英語：Richard Machowicz），在爱达荷州的阿科之中的測試了九槍，當中首三槍擊中了在距離822.96公尺（900码，2,700英尺，0.51英里）以外的金属製人形槍靶，然後在「真正測試」之中的六槍之中有三槍擊中了在距離2,313.43公尺（2,530码，7,590英尺，1.44英里）以外的金属製人形槍靶。
2017年5月，據報一名在伊拉克執行任務的特種空勤團狙擊手以該槍成功狙殺一名身處2,414.02公尺（2,640码，7,920英尺，1.5英里）以外的伊斯蘭國狙擊手。

### 精度
CheyTac聲稱在2006年11月13日的資料文件說明，“CheyTac長距離步槍系統被定位為一種在1,828.8公尺（2,000码，6,000英尺）的範圍使用的反人員系統。.408口徑的主要設計目的就是作為一種最大範圍的反人員系統。根據一直以來獲得的數據，在914.4公尺（1,000码，3,000英尺，0.57英里）的群組為17.78—22.86厘米（7—9英吋）、在1,371.6公尺（1,500码，4,500英尺，0.85英里）的群組為25.4厘米（10英吋）以及在1,828.8公尺（2,000码，6,000英尺，1.14英里）的群組為38.1厘米（15英吋）
此槍亦獲得在1,920.24公尺（2,100码，6,300英尺，1.19英里）的群組為48.26厘米（19英吋）以及在2,194.56公尺（2,400码，7,200英尺，1.36英里）的群組為73.66厘米（29英吋）的記錄。而2,743.2公尺（3,000码，9,000英尺，1.70英里）外的垂直散佈群組仍然少於1角分。

## 衍生型
CheyTac M200狙擊步槍可以分為以下多種衍生型：
- M200標準型：槍管長度為736.6毫米（29英吋），伸縮槍托及可拆卸式彈匣供彈
- M200卡賓槍型：槍管長度為660.4毫米（26英吋），伸縮槍托及可拆卸式彈匣供彈，目前已經停止生產
- M200 CIV：民用衍生型
- M200 RK：
- M310：單發型和連發型兩種分衍生型，都具有736.6毫米（29英吋）長度的槍管
- M310 R：連發型
- M325：單發型、連發型和戰術型三種分衍生型，都具有711.2毫米（28英吋）長度的槍管

不同衍生型的主要的性能差異，都是由槍管長度來決定槍口初速。槍口初速越高的話，就會增加步槍的有效射程，其餘一切相同。此外，M200標準型和M200卡賓槍型僅限於有如軍事力量的官方客戶，並皆具有可拆卸彈匣供彈和伸縮槍托的設計。而目前（2013年）其他衍生型裝有玻璃钢強化塑料固定式麥克米倫A5槍托，可向平民發售。

## 使用國
- 阿根廷
  - 兩棲突擊隊集團
- 捷克
  - 捷克共和國陸軍（英语：Army of the Czech Republic）第601特種部隊群（英语：601st Special Forces Group）
- 希腊
  - 希臘軍隊特種部隊
- 義大利
  - 義大利特種部隊（英语：Italian Special Forces）
- 约旦
  - 約旦皇家陸軍（英语：Royal Jordanian Army）SRR-61團
- - 大韓民國國軍特種部隊[14]
- 波蘭
  - 波蘭武裝部隊行動應變及機動組[15]
- 秘魯
- 土耳其
  - 土耳其武裝部隊總參謀部特種部隊司令部（英语：Special Forces Command (Turkey)）[16]
- 乌克兰
  - 烏克蘭武裝部隊
- 美国
  - 美國海軍陸戰隊特種作戰司令部[17]

## 流行文化
CheyTac M200干預型狙擊步槍同時出現在电影、多個电视資訊節目、电脑游戏和动画裡，例如

### 電影
- 2007年—：迷彩色塗裝，裝有狙擊鏡，由主角包伯·李·史瓦格（由飾演）所使用。
- 2012年—：裝上消聲器並且由娜迪亞（Nadya，薇奧蘭特·普拉西多飾演）所使用。

### 電視
- 2011年—《跨界偵查 第二季》

### 電視資訊節目
- 2007年—《新时代武器（英语：Future Weapons）》：4月9日第2季第13集（播出順序為第19集）“大舉進攻”（英語：Massive Attack）。
- 2009年—《一級軍火》

### 電子遊戲
- 2004年—《特種部隊Online》：裝有狙擊鏡，命名為「M200」，以5發彈匣供彈，目前推出的樂透武器版本：
  - 鷹眼M200
  - 審判之眼M200
  - 隼M200
  - Water M200
  - Water M200II
  - 台灣第一M200
  - 活屍毀滅者M200
  - 極凍FROZEN M200
  - 櫻花M200
  - 油墨M200
  - 銀河M200
  - 月兔M200
  - 眉月之光M200
- 2007年—：型號不明，不排除是具備M200特徵的架空武器，在韓國版中稱為「M400」，不具備大型提把及發射.338拉普麥格農步槍子彈。使用啞黑色槍身，裝有狙擊鏡，以10發彈匣供彈。奇怪地在空倉重新裝填後玩家角色不會為槍械上膛。武器模組採用鏡像佈局（右手持槍時拉機柄及拋殼口在左邊）。港台地區於2009年1月20日推出，命名為「鷹眼—M200」；中国大陆地區於2009年1月26日推出，命名為「死神M200」，另有季票限定的塗裝衍生型；在各地版本均已開放使用。
- 2007年—《穿越火线》：命名为“CheyTac M200”，卡其色枪身并加装消音器和狙擊鏡，为CF点武器，以7发弹匣供彈。
- 2009年—及重製版：命名為「干預型」（英語：Intervention），以5發彈匣（聯機模式時可使用改裝：延長彈匣增至10發）供彈，最高攜彈量為100發（戰役模式）和40發（聯機模式），使用卡其色槍身（重製版中改為暗土色），裝有狙擊鏡和無法使用的AN/PEQ-2雷射瞄準器。裝備該槍時玩家角色會抓緊彈匣底部以支撐武器，重製版中則改為握持兩腳架。戰役模式之中由141特遣隊和美国陆军第75游騎兵團所使用，聯機模式時於等級4解鎖，並可以使用消音器、心跳探測器、ACOG光學瞄準鏡、熱能探測式瞄具、全金屬披甲彈（英语：Full metal jacket bullet）、延長彈匣。
- 2010年—
- 2011年—：命名為「M200」，裝有狙擊鏡，以5發彈匣供彈。
- 2012年—《战争前线》：命名為「CheyTac M200」，卡其色槍身，以7發彈匣供彈；只可使用K點購買（歐美伺服器原為專家解鎖武器，但在某次更新后下架，重新上架后改為K點武器），爲狙擊手專用武器，可以改装瞄准镜（狙击枪5.5x瞄准镜、狙击枪4.5x中程瞄准镜、狙击枪4x短程瞄准镜、狙击槍5x快速瞄准镜），無法改裝槍口與戰術導軌，预设装备双脚架，視為自帶制退器。拥有雪地迷彩涂装版本，强化威力和载弹，可改装部件同通常版。
  - 雪地迷彩版本可以通过通关生存模式地图“冷锋行动”奖励箱及K点购买。
- 2013年—：命名為「M200 Intervention」。
- 2013年—：命名為「M320 LRR .408」，裝有狙擊鏡，由BLUFOR所使用。奇怪地被視為反器材步槍。
- 2013年—：命名為「SRR-61」（中文版則命名為「SRR-61狙擊步槍」），使用黑色槍身，發射.408 CheyTac（英语：.408 CheyTac）子彈。載彈量7+1發，初始攜彈量為40發，最高攜彈量為64發。只於多人聯機模式登場，為「偵察兵」（Recon）的解鎖武器包武器之一，於達到42,000點狙擊步槍得分時才能解鎖，被歸類為狙击步枪，預設配備機械瞄具，並可以使用變焦視鏡（放大14倍）、腳架、ACOG（放大4倍）、斜視金屬瞄準器、直拉式槍機、反射式、雷射瞄準器、消音器、M145（放大3.4倍）、手電筒、防火帽、全像、彈道（放大40倍）、测距仪以及七件戰鬥包附件（FLIR（紅外線放大2倍）、CL6X（放大6倍）、稜鏡（放大3.4倍）、JGM-4（放大4倍）、土狼、消焰器、綠點雷射瞄準器、紅外線夜視鏡（紅外線放大1倍）、眼鏡蛇、LS06消音器、PBS-4消音器、雷射／燈光組合、PKA-S、PK-A（放大3.4倍）、PKS-07（放大7倍）、PSO-1（放大4倍）、R2消音器、戰術燈、三光束雷射、HD-33、獵人（放大20倍）當中之七）。
- 2014年—：型號為M-200，命名為“M-200”，裝有狙擊鏡，以7發彈匣供彈，攜彈量為35發。
- 2016年—：命名為「TF-141」，使用卡其色槍身，裝有狙擊鏡，歸類為“經典”武器。此外還有一種叫“Widowmaker”的虛構衍生型，使用現實中不存在的12發彈匣供彈，每次射擊為兩發點放，發射後需重新上膛。
- 2019年—《少女前線》：2019年加入，命為「M200」為五星步槍人形，可由普通製造中獲得。
- 2022年—《決勝時刻：現代戰爭II 2022》：第三季實裝，命名為「FJX Imperium」。

### 動畫
- 2010年—《Angel Beats!》：卡其色槍身，裝有狙擊鏡，由仲村 百合（なかむら ゆり，聲優：櫻井浩美）所使用。
- 2014年—《名侦探柯南：异次元的狙击手》：由冲矢 昴即赤井 秀一（おきや すばる，声优：置鲇龙太郎）所使用。
- 2015年—《灰色的迷宮》：裝有狙擊鏡，由風見雄二（かざみ ゆうじ，聲優：櫻井孝宏）所使用。
- 2015年—《魔物娘的同居日常》：卡其色槍身，裝上特殊手槍握把，由瑪娜可（マナコ，Manako，CV：麻倉桃）所使用，因種族特性而無須裝上狙擊鏡即可作2,000公尺精確射擊。
- 2021年—《世界頂尖的暗殺者轉生為異世界貴族》：迷彩色槍身，裝有抑制器和狙擊鏡，於第1話由亞倫·史密斯（CV：森田順平）所使用。

## 資料來源
1. 1 2 3 4 5  .   [2013-06-24]. （原始内容存档于2013-06-09）.
2. 1 2 3  CheyTac USA－M200 Intervention® .375[永久]
3. ↑  只適用於.408 CheyTac的規格（未知.375口徑的M200和其他衍生型的槍口初速）
4. ↑  . cheytac.com.   [2017-05-23]. （原始内容存档于2018-01-18） （美国英语）.
5. ↑  . modernfirearms.net.   [2017-05-23] （英语）.
6. 1 2 3 4 5 6   (PDF).   [2010-02-20]. （原始内容存档 (PDF)于2009-03-06）.
7. 1 2  （繁體中文）—Civilian Gunner—CheyTac M-200 （页面存档备份，存于）
8. ↑  YouTube上的Video of operation 1
9. ↑  YouTube上的Video of operation 2
10. ↑  .   [2017-05-24]. （原始内容存档于2017-05-25）.
11. ↑  Doing MOA capability testing is expensive. This is done by shooting 100 shots, no less than 2 minutes between each shot, correcting for conditions on each shot at 90% of the gun's supersonic range. You count the number of shots within an x MOA diameter. 80% of those shots in an x MOA arc within 90% of supersonic capability gives a REAL MOA value capability for a military grade long range rifle. If 80% of those shots fall within 0.9 MOA, then that is the gun's capability. If humans are shooting the guns, then you should use at least 5 shooters and average the values. Of course, a gun's individual capability should be tested at 200 yards (180 m) to determine if the gun can hold a real group or not. We did this with the .408 in 2001 and 2002. Gives honest numbers, but costs a lot.（米氏院長先生發表的聲明，CheyTac有限公司的前共同所有人及測試射手）
12. ↑   (PDF).   [2010-02-20]. （原始内容 (PDF)存档于2006-09-26）.
13. 1 2  .   [2010-02-20]. （原始内容存档于2012-07-30）.
14. ↑  .   [2016-02-24]. （原始内容存档于2016-03-12）.
15. ↑  .   [2011-08-06]. （原始内容存档于2011-08-14）.
16. ↑  .   [2010-07-23]. （原始内容存档于2014-06-08）.
17. ↑  .   [2017-05-22]. （原始内容存档于2017-11-08）.

## 外部連結
- （英文）—CheyTac's Website（页面存档备份，存于）
  - CheyTac's Official Website - CheyTac M200 Intervention（页面存档备份，存于）
  - CheyTac's Official Website - CheyTac M300 Intervention (Carbon Fiber)
  - CheyTac's Official Website - CheyTac M300 Intervention (Composite)（页面存档备份，存于）
- （英文）—Modern Firearms—CheyTac Long Range Rifle System  - Intervention sniper rifle（页面存档备份，存于）
- （英文）—CheyTac M-200 .408 Magnum by Anthony Gimmellie（页面存档备份，存于）
- （英文）—SecurityArms—Intervention - .408 Cheyenne Tactical（页面存档备份，存于）
- （英文）—Tactical-Life.com—
  - CheyTac M-200 .408 Magnum（页面存档备份，存于）
  - Sniper’s 2,245-yd Sure-Shot System（页面存档备份，存于）
- （英文）—Military, Security and Civilian Guns and Equipment—CheyTac Intervention（页面存档备份，存于）
- （简体中文）—D Boy Gun World（槍炮世界）—干预M200 / CheyTac LRRS（页面存档备份，存于）
- （简体中文）—轻兵器—新口径的尴尬 ：CheyTac 公司LRRS远程狙击步枪系统(一)